# Matt Aitch
Matthew Alexander Aitch jr., detto Matt (St. Louis, 21 settembre 1944 – Lansing, 4 aprile 2007), è stato un cestista e allenatore di pallacanestro statunitense, professionista nella ABA.

## Carriera
Venne selezionato dai Detroit Pistons al tredicesimo giro del Draft NBA 1967 (135ª scelta assoluta).